# HD 21427
HD 21427，又名BD+58 608，SAO 24062、HR 1043，是一颗恒星，视星等为6.13，位于銀經141.94，銀緯2.49，其B1900.0坐标为赤經3h 22m 7.9s，赤緯+59° 2.49′ 16″。